# دانتي جاردون
دانتي جاردون (بالإسبانية: Dante Jardón)‏ مواليد 7 يناير 1988 في مدينة مكسيكو، المكسيك، هو ملاكم محترف مكسيكي يصنف ضمن فئة وزن الريشة.

## إحصائيات
خاض خلال مسيرته 31 نزالا، فاز في 26 ولم يتعادل وخسر في 5. فاز بالضربة القاضية في 21 نزالا.

## روابط خارجية
- دانتي جاردون على موقع بوكس ريك (الإنجليزية) (registration required)